# William Rush
William Rush (Filadélfia, 4 de julho de 1756 – Filadélfia, 17 de janeiro de 1833) foi um escultor neoclássico estadunidense da Filadélfia, Pensilvânia. Ele é considerado o primeiro grande escultor americano. Rush nasceu na Filadélfia, o quarto filho de Joseph Rush, carpinteiro naval e primeira esposa, Rebecca Lincoln. Na adolescência, ele foi aprendiz do entalhador Edward Cutbush por três anos, e logo ultrapassou seu mestre na arte de esculpir as figuras de proa de navios em madeira. Ele viu o serviço militar durante a Revolução Americana, como um oficial da milícia. Ele abriu seu próprio negócio de escultura em madeira e foi muito procurado quando a Marinha dos Estados Unidos começou a construir navios na Filadélfia. Mais tarde na vida, ele começou a esculpir. Rush foi um dos fundadores da Academia de Belas Artes da Pensilvânia e ensinou escultura lá. Ele também foi ativo na política local, servindo no Conselho da Cidade da Filadélfia por duas décadas. Rush morreu na Filadélfia em 1833 e está enterrado em The Woodlands (Filadélfia).

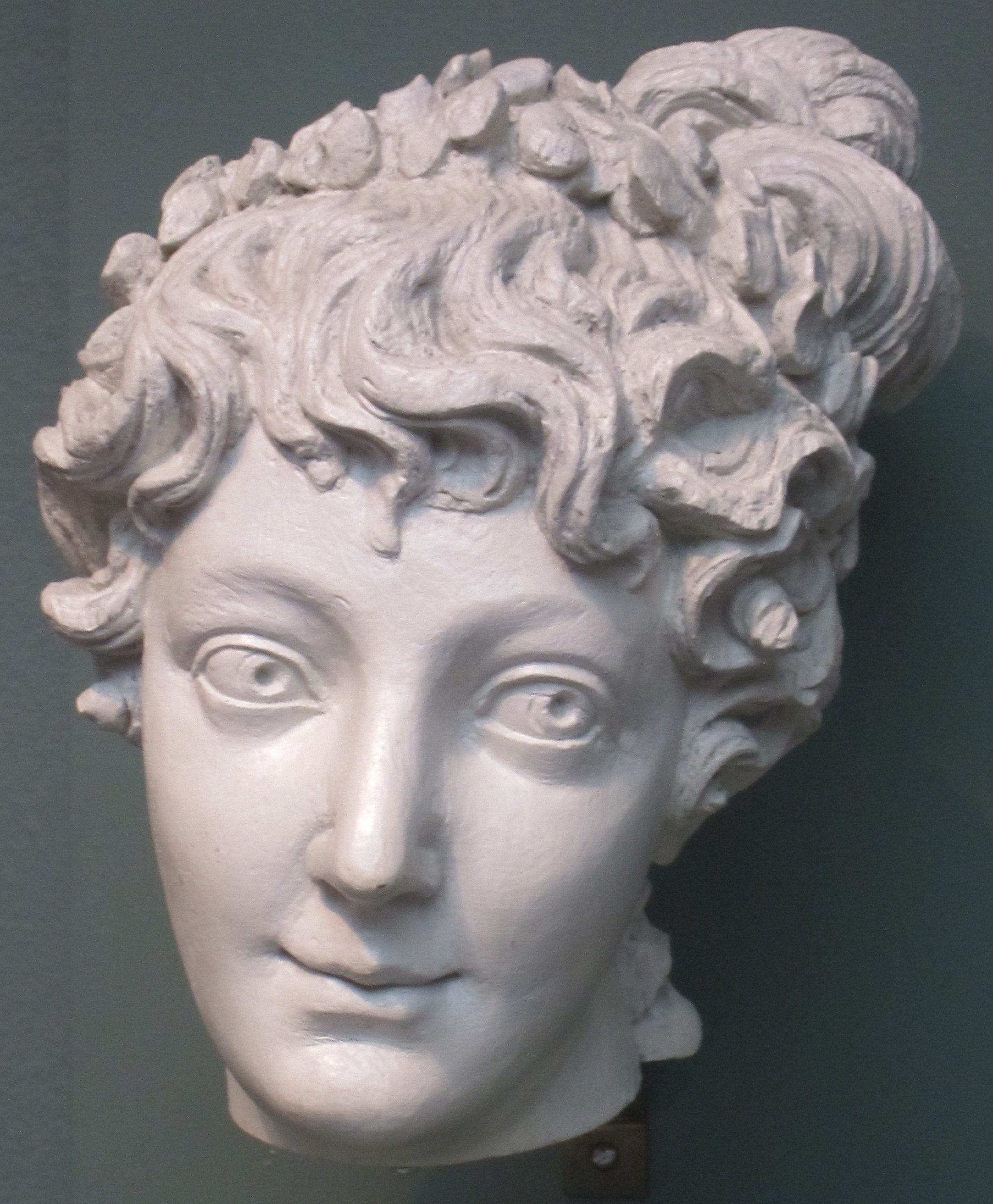
Cabeça da Ninfa da Água (1809), Pinho, pintado de branco. Academia de Belas Artes da Pensilvânia.
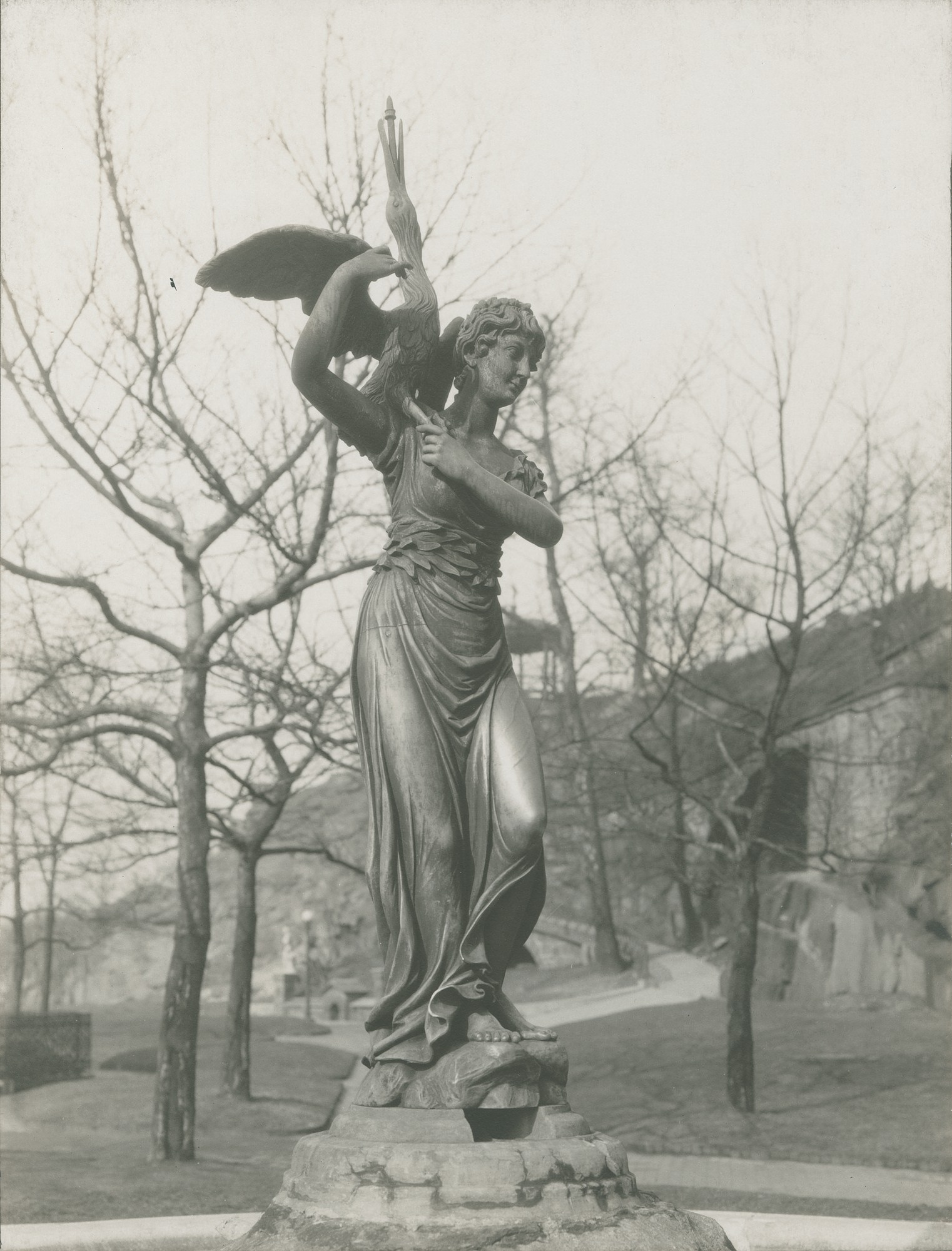
1872 fundição de bronze de Ninfa da Água e Bittern de Rush (1809).
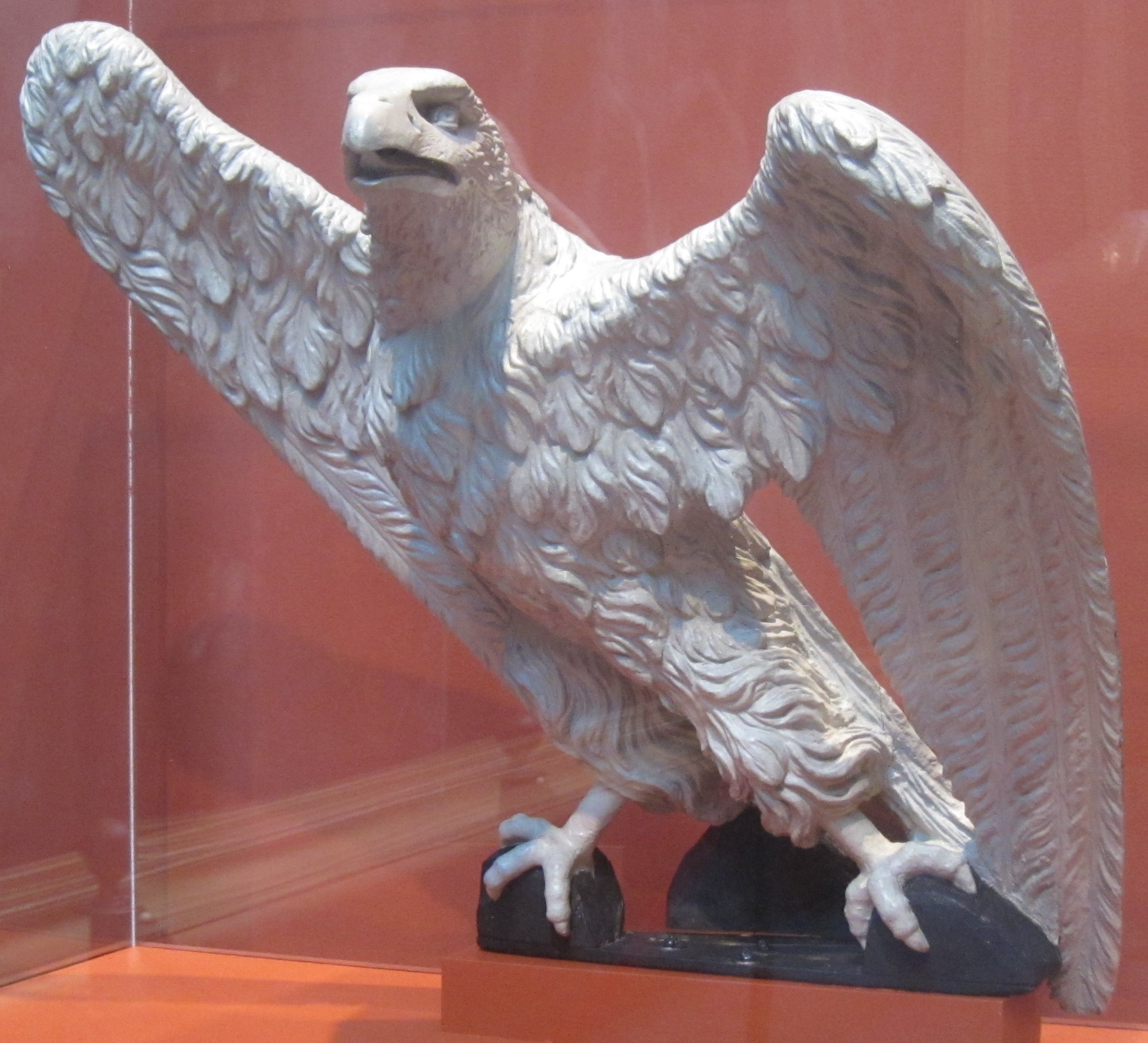
Eagle (c. 1810), atribuído a Rush. Academia de Belas Artes da Pensilvânia.
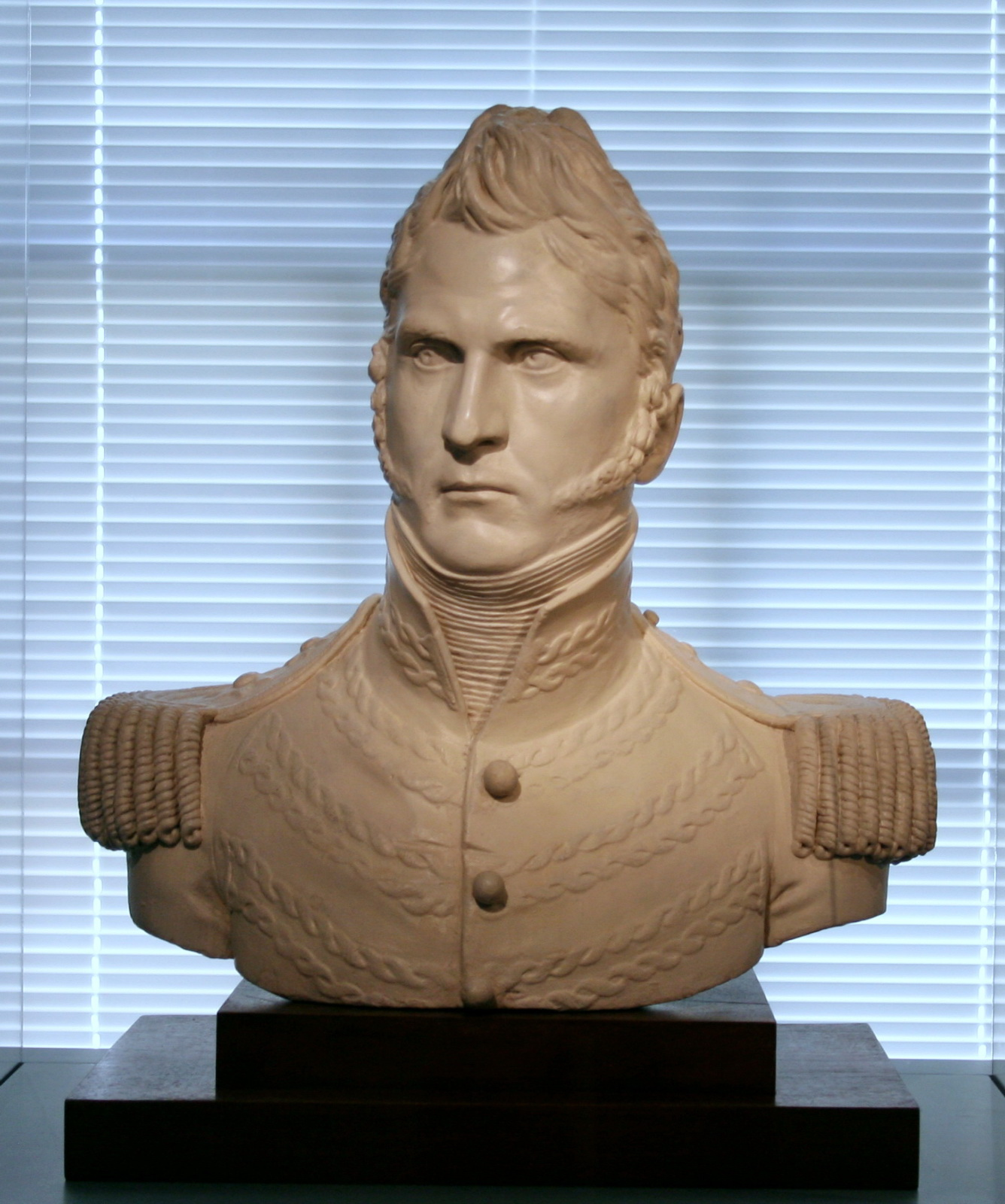
Busto do General Winfield Scott (c. 1814-17). Gesso. Galeria Nacional de Retratos, Washington, DC
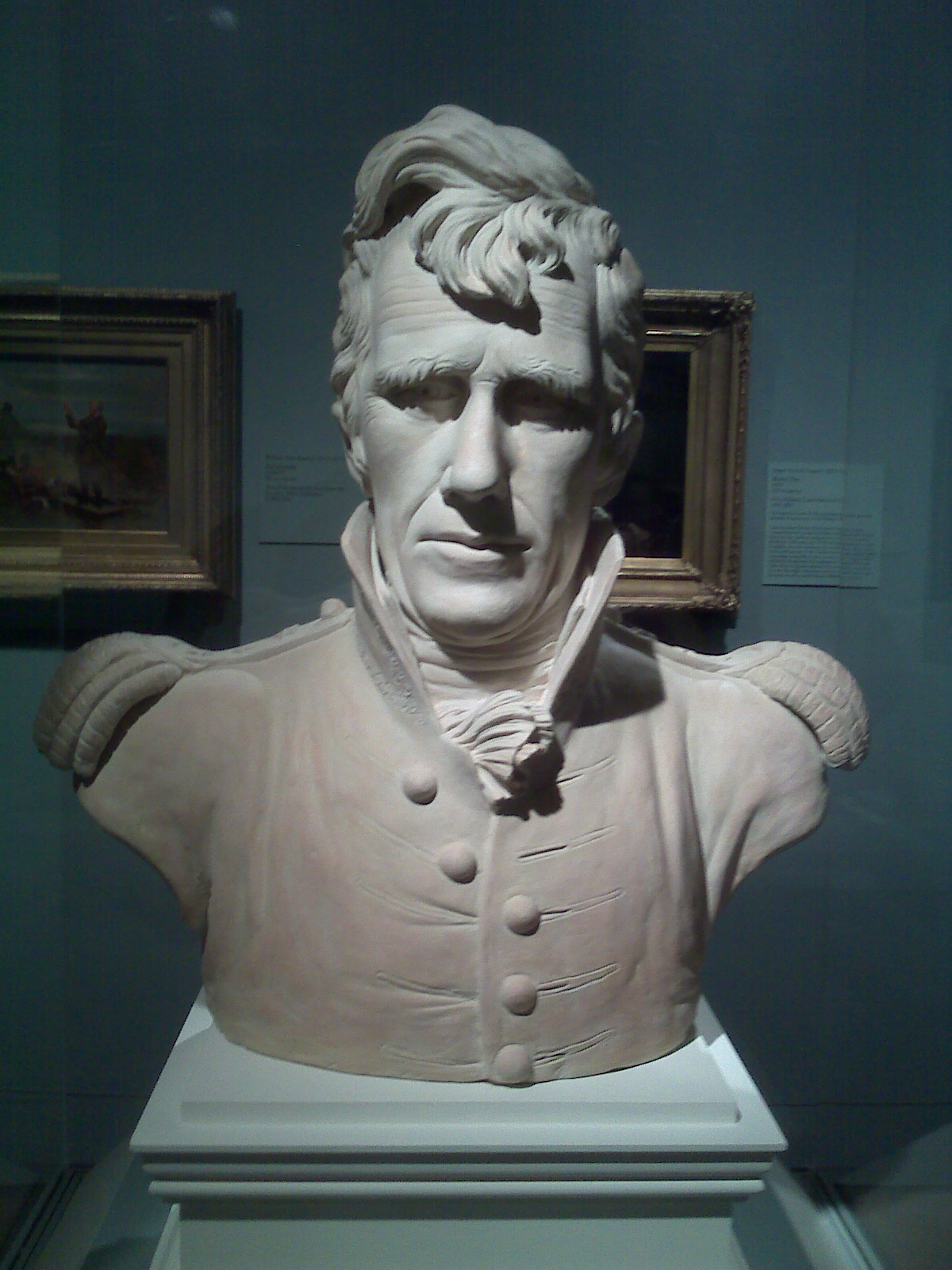
Busto do General Andrew Jackson (1819). Terracota. Art Institute of Chicago.
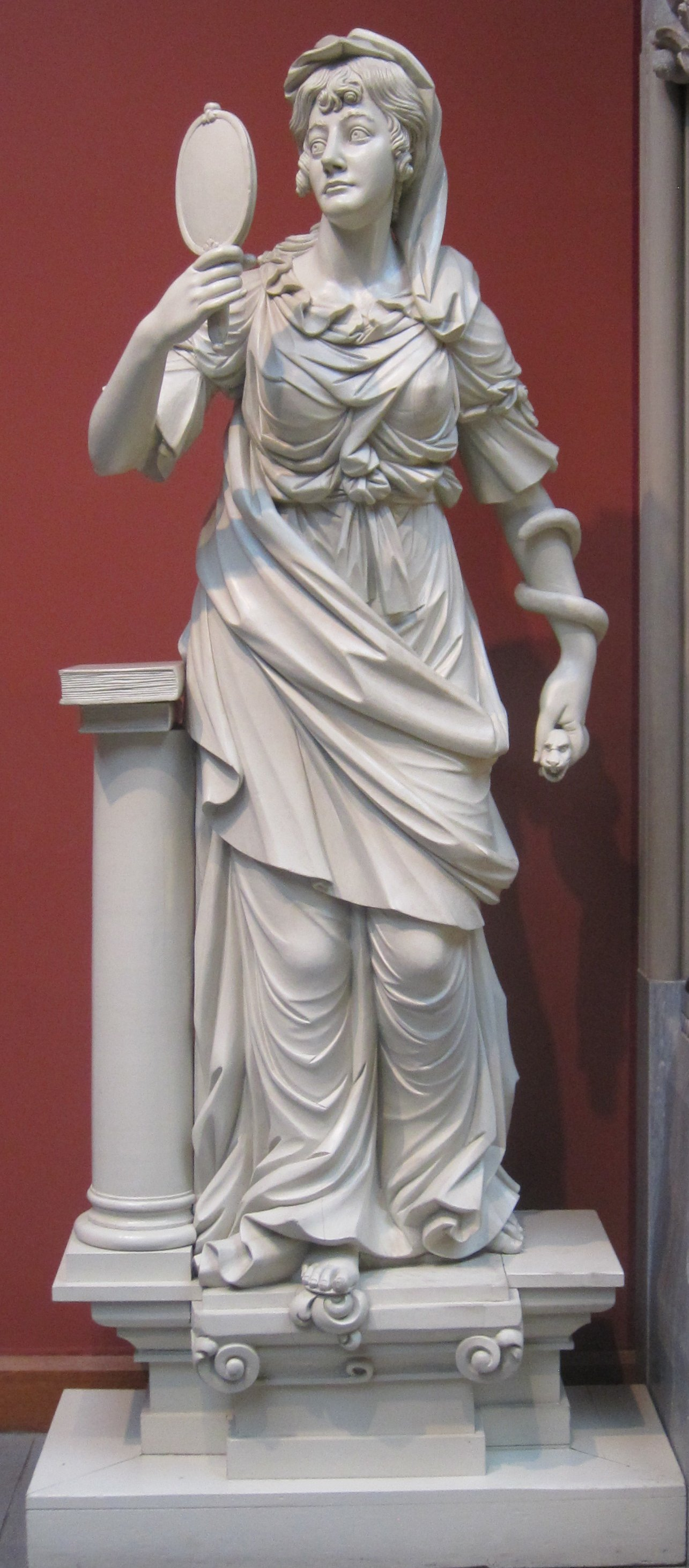
Sabedoria (1824), emprestado à Academia de Belas Artes da Pensilvânia.
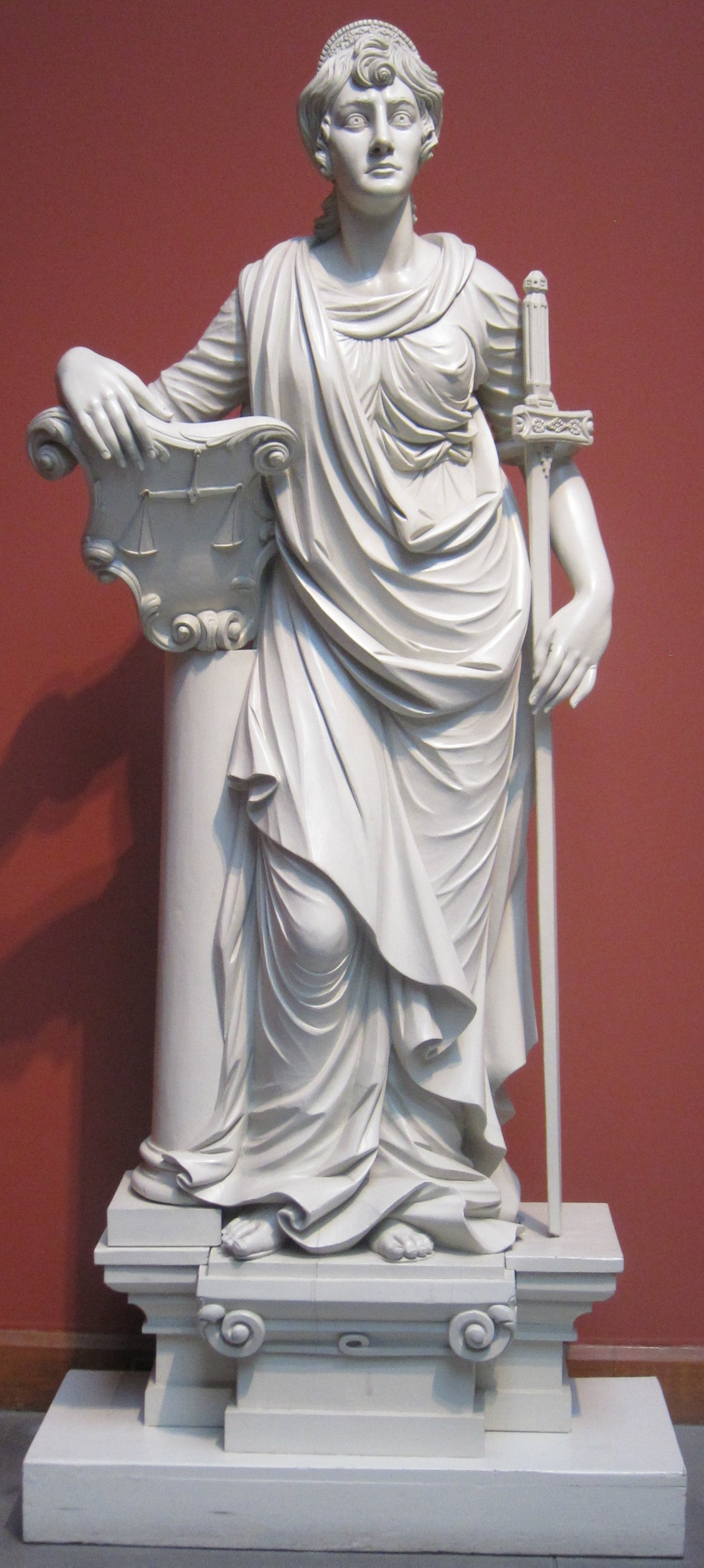
Justiça (1824), emprestado à Academia de Belas Artes da Pensilvânia.
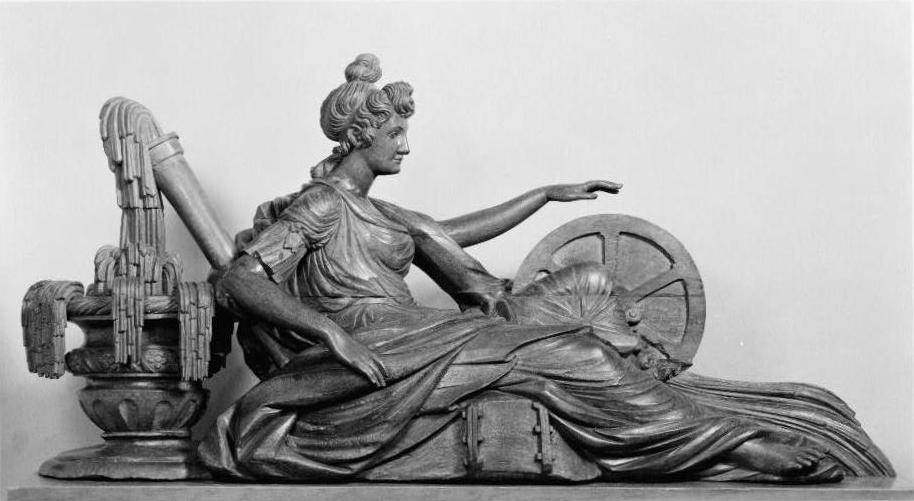
Figura alegórica do sistema hidráulico (1825). Pinho, pintado de branco. Philadelphia Museum of Art.
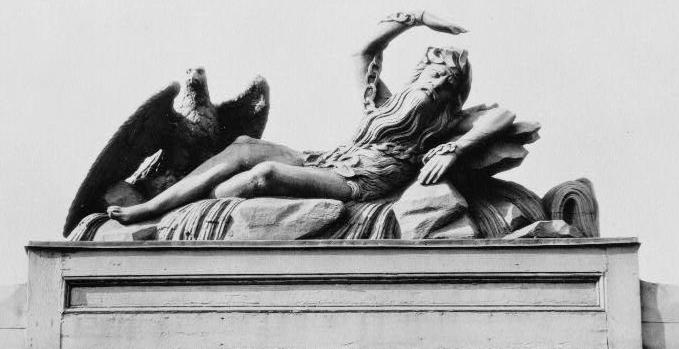
Figura alegórica de The Schuylkill Chained (1825). Pinho, pintado de branco. Philadelphia Museum of Art.
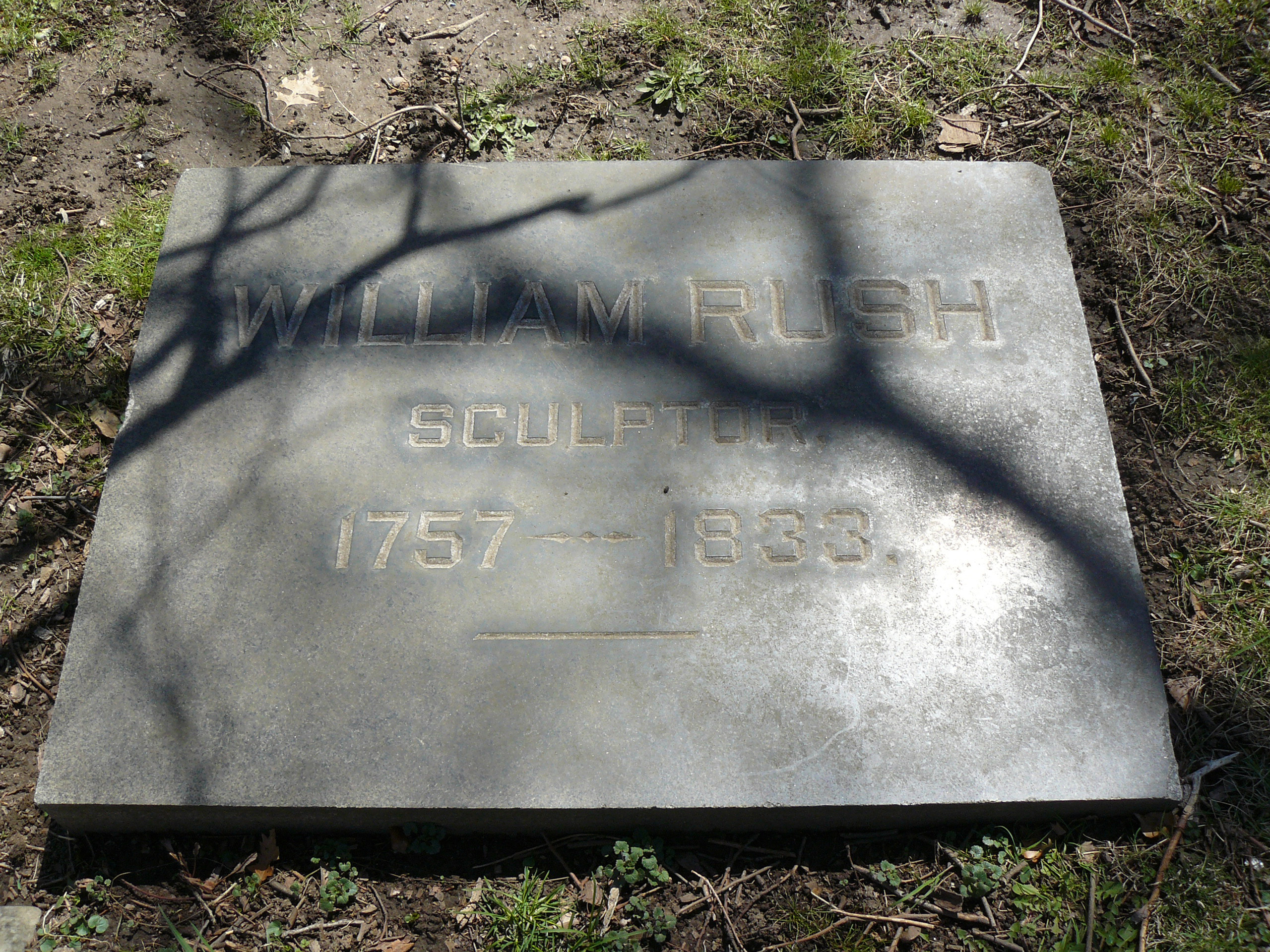
O túmulo de Rush no cemitério Woodlands, no oeste da Filadélfia.